# Lampyridae
Los lampíridos (Lampyridae) son una familia de coleópteros polífagos que incluye los insectos conocidos como luciérnagas, bichos de luz, curucusíes, isondúes, cocuyos y gusanos de luz, caracterizados por su capacidad de emitir luz (bioluminiscencia). Muchas se pueden encontrar en pantanos o en las áreas húmedas y boscosas, donde sus larvas tienen una fuente de alimento abundante. Son coleópteros de cuerpo blando relacionados con las familias Lycidae, Phengodidae y Cantharidae, con una distribución mundial de al menos 1900 especies conocidas.

## Características
Se caracterizan por poseer un par de antenas delgadas y articuladas, élitros y un protórax modificado de forma que casi cubre la cabeza. Los élitros son blandos en comparación con otros coleópteros. En la mayoría de las especies es muy notorio el dimorfismo sexual: mientras los machos alcanzan un desarrollo completo similar al de otros coleópteros, las hembras conservan un aspecto larvario, con élitros reducidos a escamas y se parecen más a cochinillas de humedad que a escarabajos, con patas rechonchas y sin alas, no pudiendo así volar. Los adultos de algunas especies no se alimentan.

## Hábitat y distribución geográfica
Se distribuyen en regiones cálidas o templadas con presencia de humedad, y se encuentran a menudo en ciertas partes de Europa, Asia y América.

## Biología y ecología
La característica más distintiva de los lampíridos es su cortejo nocturno, el cual consiste de un complicado diálogo entre los machos y las hembras de una especie. Típicamente los machos patrullan en busca de pareja con un vuelo característico mientras emiten secuencias de destellos de luz característicos de cada especie. Las hembras de la misma especie pueden responder con destellos específicos y así puede ocurrir el apareamiento. 
En las noches cálidas es posible ver a las luciérnagas hembras iluminarse para atraer a los machos que sobrevuelan. Si se sienten amenazadas, desactivan la luz. Generan luz en intervalos de seis a ocho segundos mediante un órgano especial situado bajo la cutícula (ectodérmico), localizado en la parte ventral del abdomen. Esta luz se produce por un proceso de oxidación de la luciferina en presencia de la enzima luciferasa, que ocurre muy rápidamente. Este proceso recibe el nombre de bioluminiscencia y emite una luz brillante con poca elevación de la temperatura. Algunas especies emiten la luz con esquemas definidos de variación en los intervalos y el número de destellos.
Algunos días después del acoplamiento, la hembra pone los huevos fertilizados bajo la superficie de la tierra. Los huevos se incuban durante tres o cuatro semanas y entonces salen de ellos las larvas, que tienen ojos simples. Algunas hacen madrigueras subterráneas y otras en la corteza de los árboles.
Las larvas de luciérnaga, conocidas como gusanos de luz, se alimentan de pequeños caracoles y babosas. Los paralizan con un fluido digestivo que digiere el cuerpo del molusco y luego succionan su alimento. Después de meses de alimentarse se convierten en pupas durante de siete a veinte días y luego emergen como adultos (imagos).

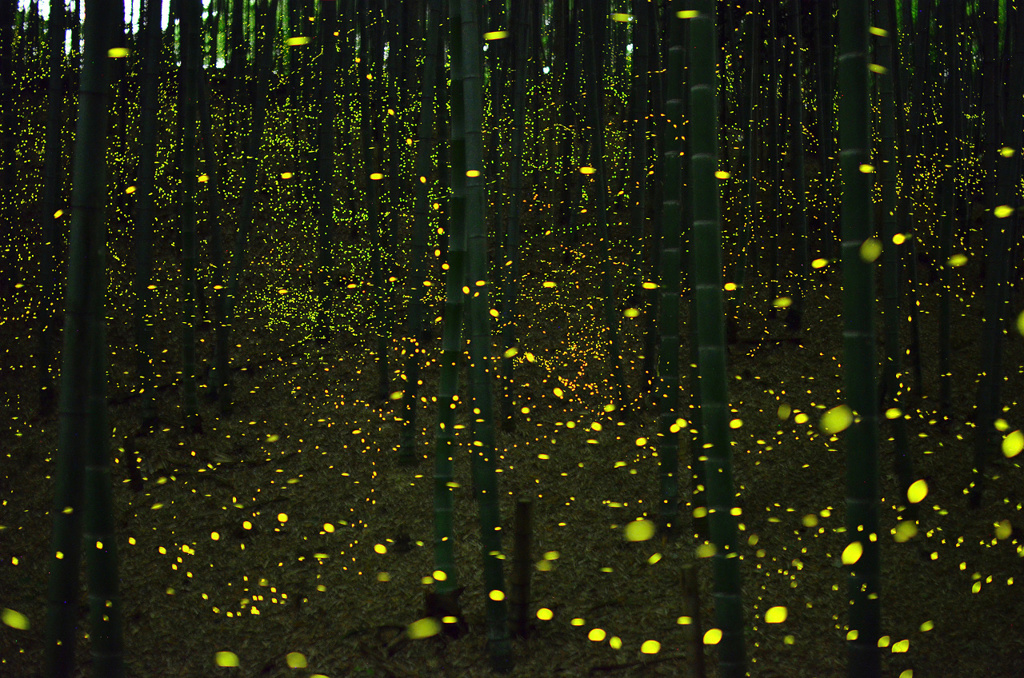
Luces en la noche producidas por luciérnagas
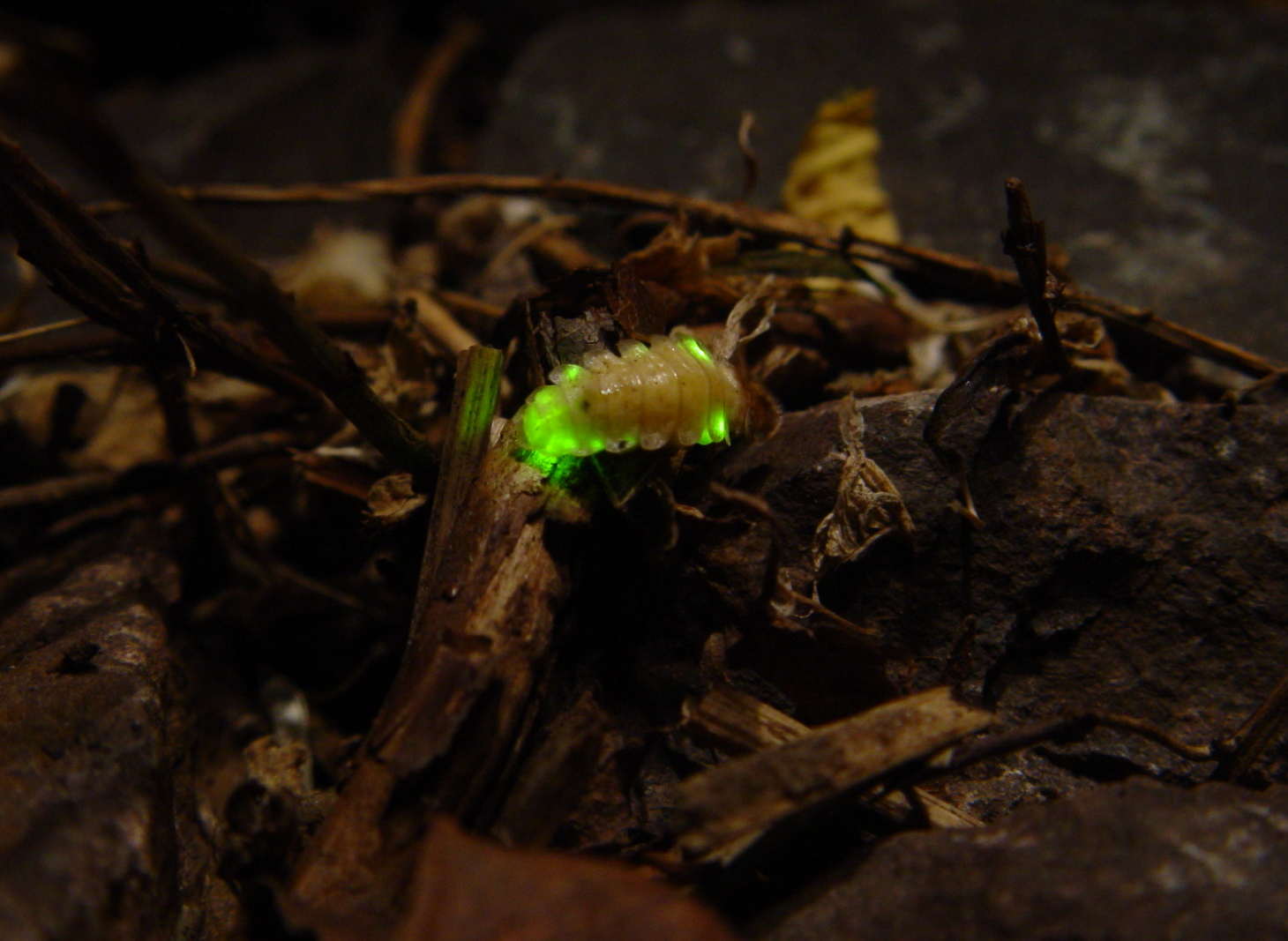
Gusano de luz
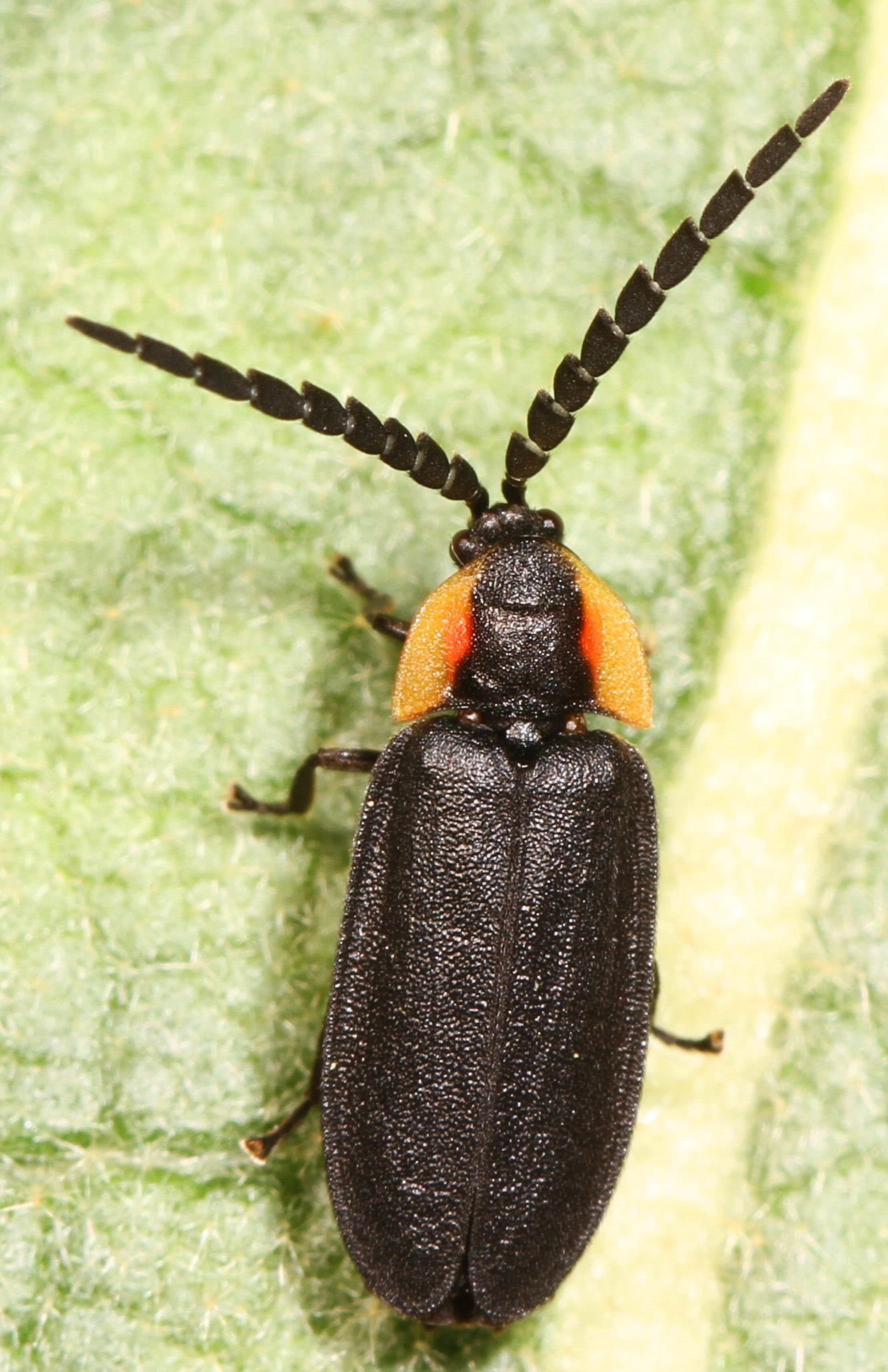
Lucidota atra
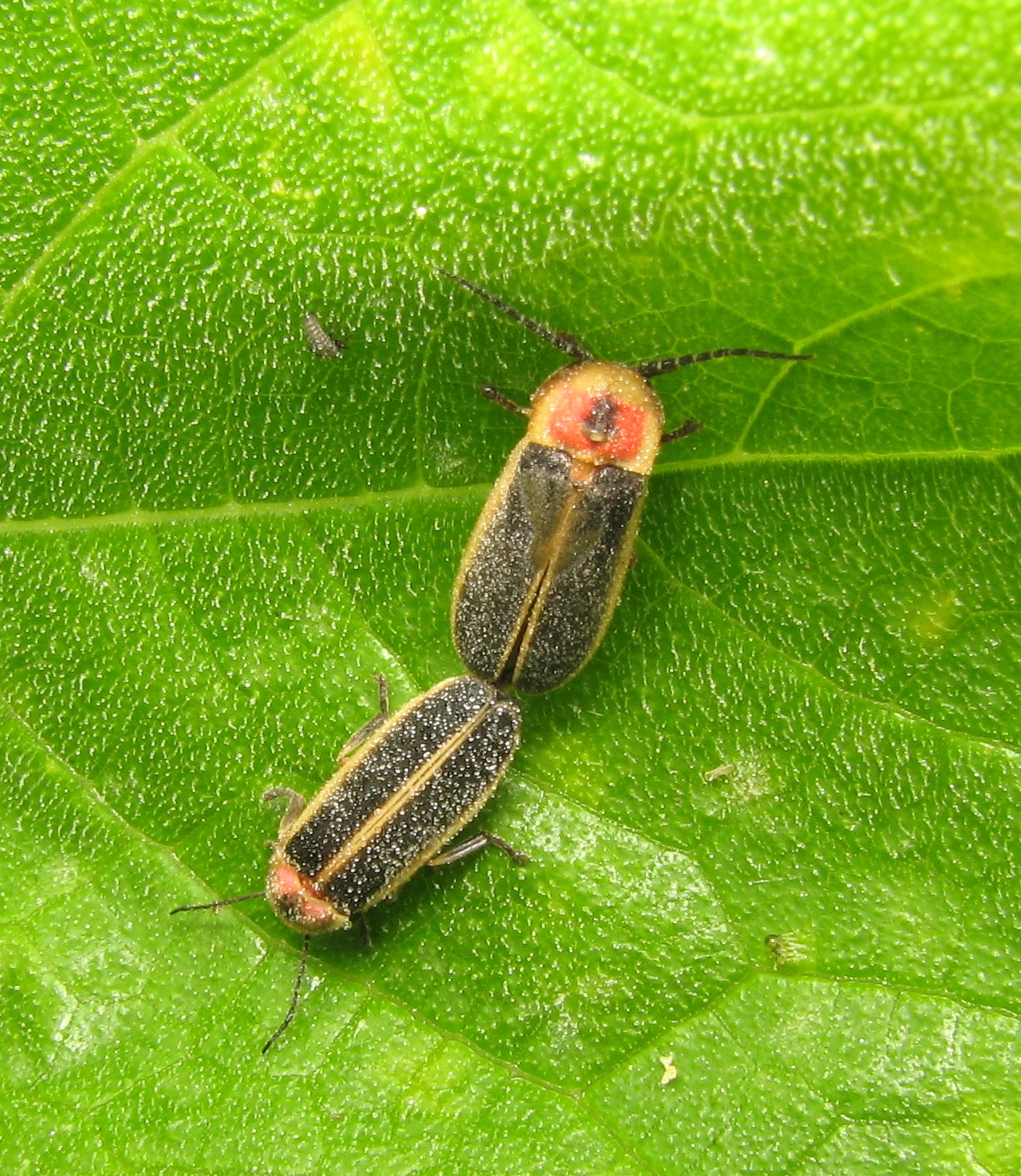
Photinus sp, en cópula
Órgano luminoso
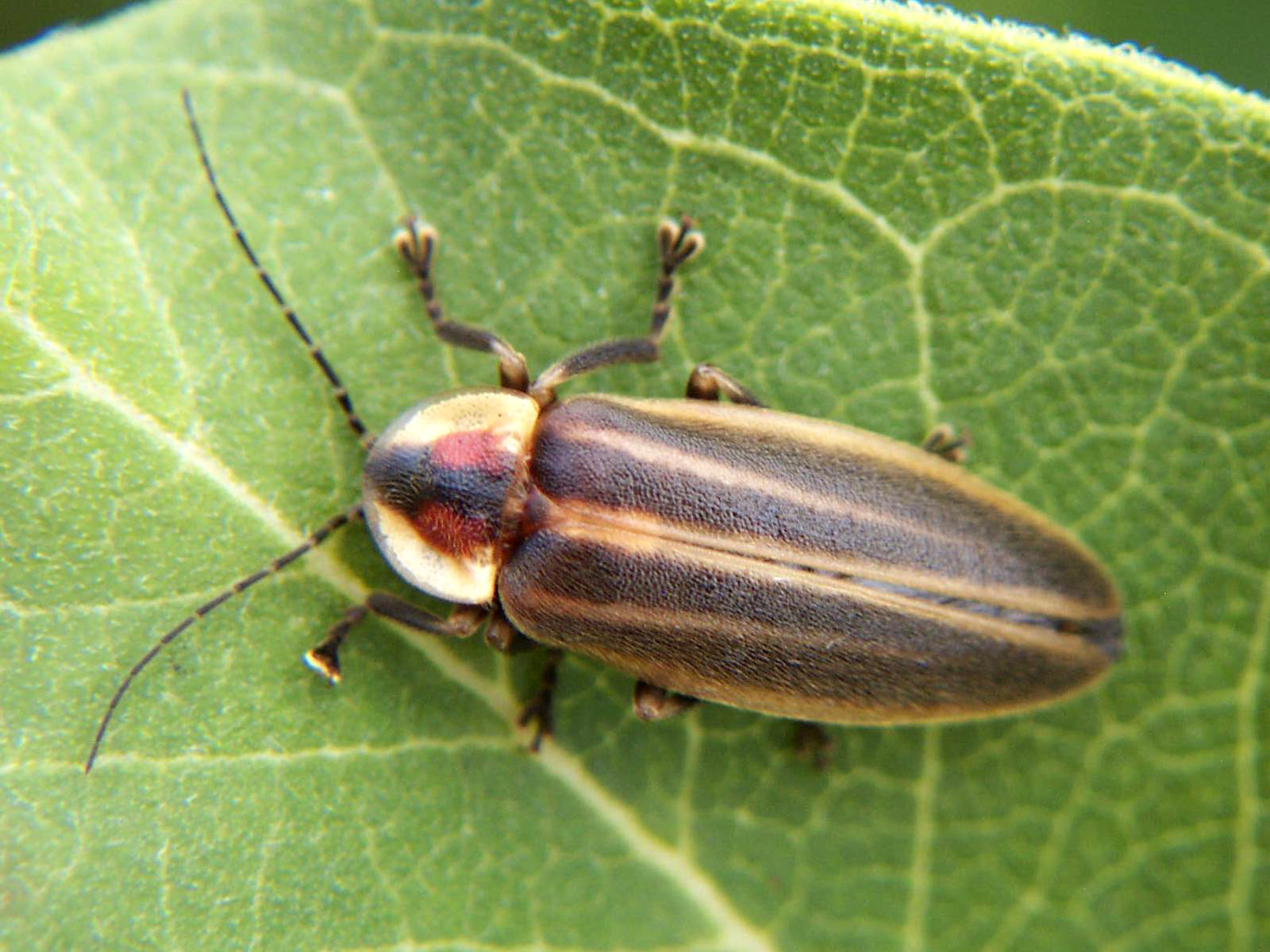
Photuris lucicrescens
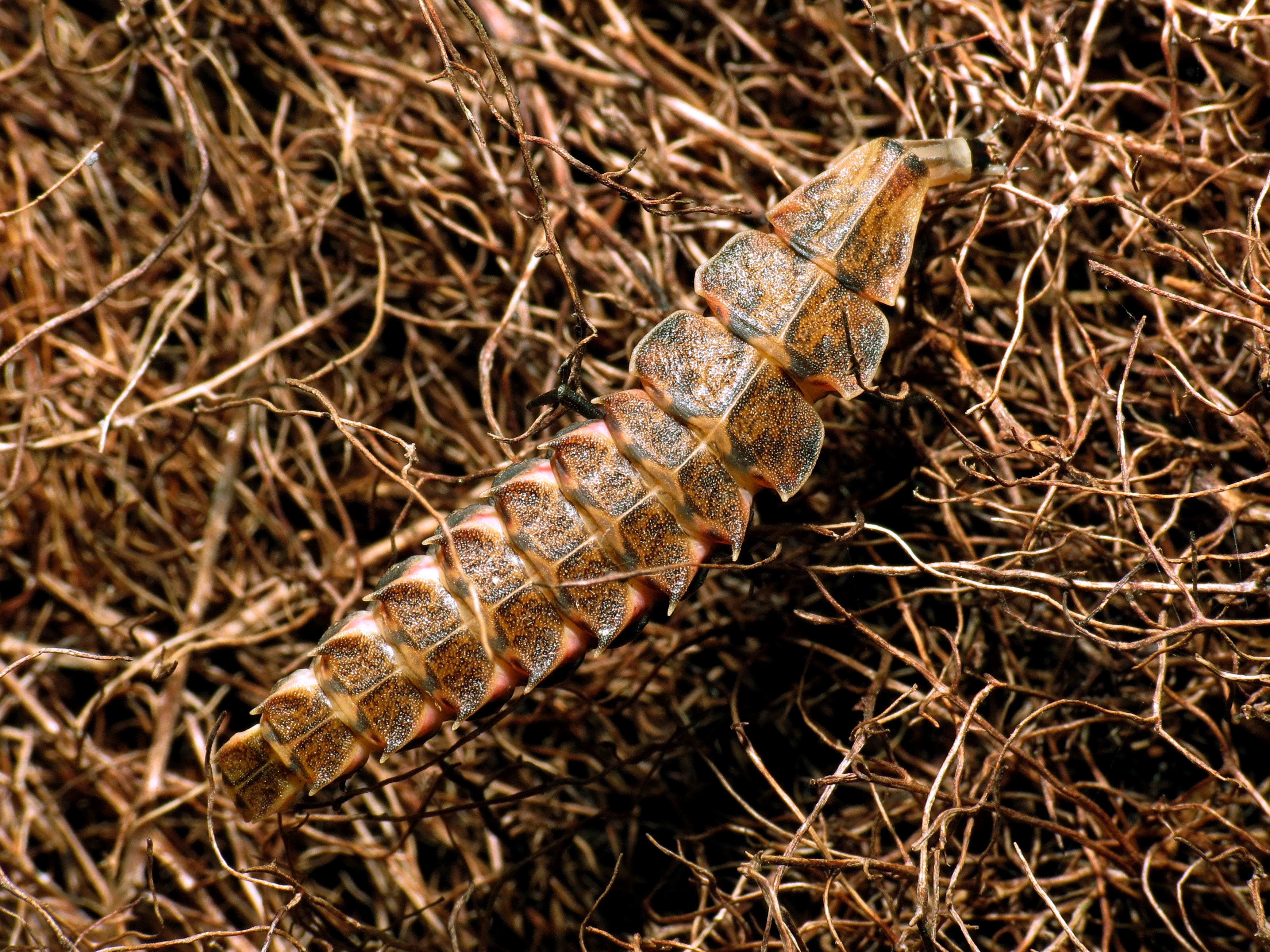
Larva

## Interacción con los seres humanos

### Conservación

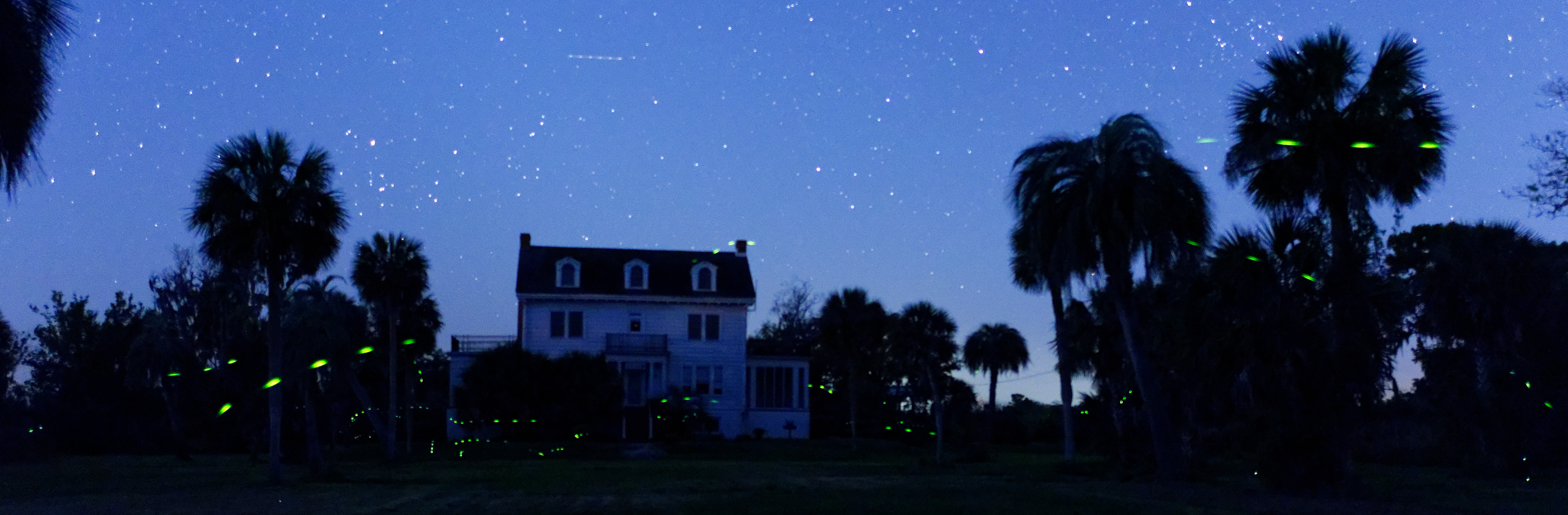
Luciérnagas en Georgia Estados Unidos de América, exposición de 8 segundos

Se cree que las poblaciones de luciérnagas están disminuyendo en todo el mundo. Aunque los datos de seguimiento de muchas regiones son escasos, un número creciente de informes anecdóticos, junto con varios estudios publicados en Europa y Asia, sugieren que las luciérnagas están en peligro. Evaluaciones recientes de la Lista Roja de la UICN para las luciérnagas norteamericanas han identificado especies con un mayor riesgo de extinción en EE. UU., con 18 taxones clasificados como amenazados de extinción.
Las luciérnagas se enfrentan a amenazas como la pérdida y degradación del hábitat, la contaminación lumínica, el uso de pesticidas y el cambio climático. El turismo de luciérnagas, un sector de la industria de viajes y turismo en rápido crecimiento, también se ha identificado como una amenaza potencial para las luciérnagas y sus hábitats si no se gestiona adecuadamente. Como muchos otros organismos, las luciérnagas se ven directamente afectadas por el cambio en los usos del suelo por la pérdida de hábitat y de conectividad. Los plaguicidas, incluidos insecticidas y herbicidas, también han sido señalados como una causa probable del declive de las luciérnagas. Estas sustancias químicas no sólo pueden dañar directamente a las luciérnagas, sino que también pueden reducir las poblaciones de sus presas y degradar el hábitat. La contaminación lumínica es una amenaza especialmente preocupante para las luciérnagas. Dado que la mayoría de las especies de luciérnagas utilizan señales de cortejo bioluminiscentes, también son muy sensibles a los niveles ambientales de luz y, en consecuencia, a la contaminación lumínica. Un número creciente de estudios que investigan los efectos de la luz artificial nocturna en las luciérnagas ha demostrado que la contaminación lumínica puede alterar las señales de cortejo de las luciérnagas e incluso interferir en la dispersión de las larvas. Los investigadores coinciden en que es necesario proteger y mejorar el hábitat de las luciérnagas para conservar sus poblaciones. Las recomendaciones incluyen reducir o limitar la luz artificial por la noche, restaurar los hábitats donde se dan especies amenazadas y eliminar el uso innecesario de pesticidas, entre otras muchas.

### En la cultura

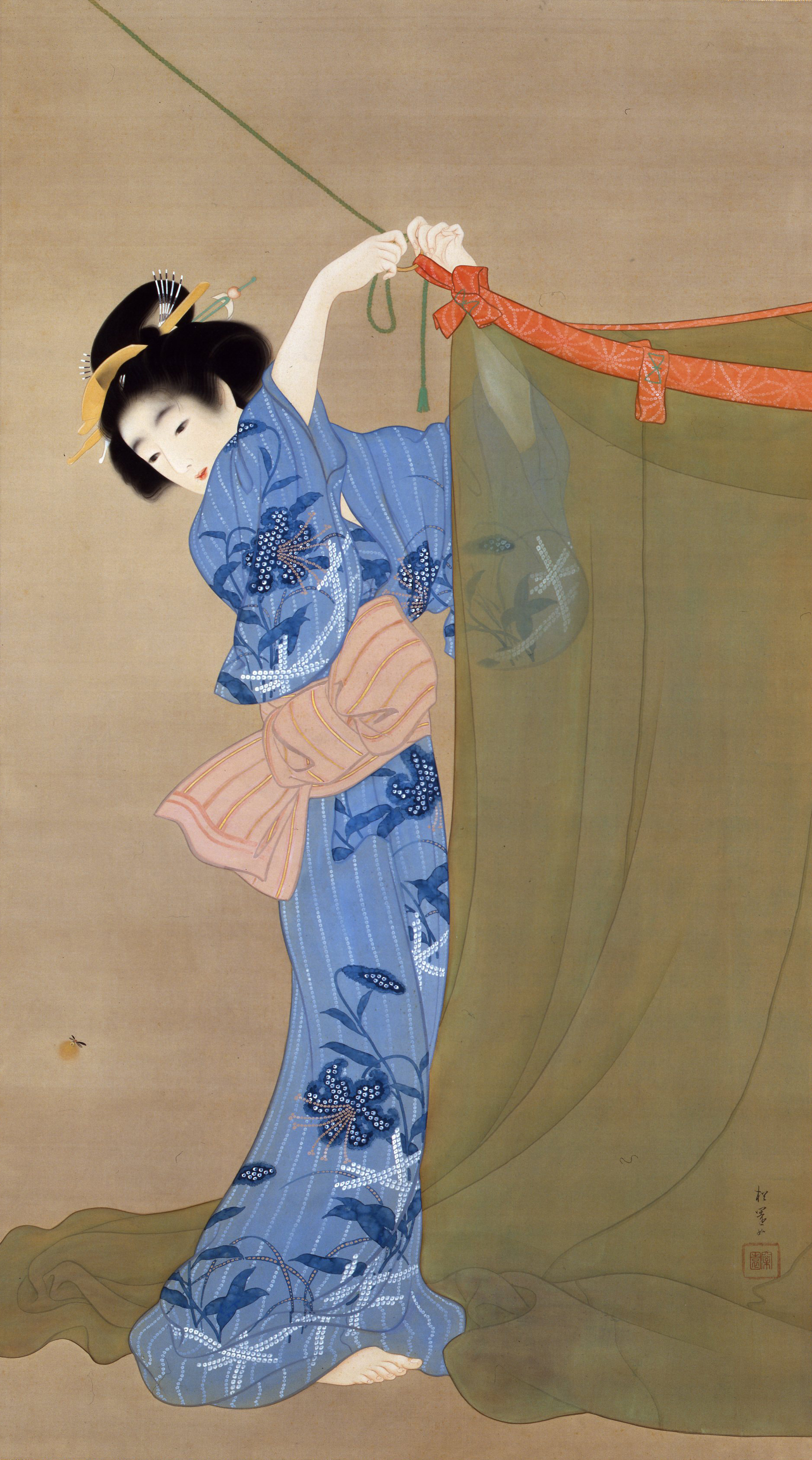
La luciérnaga de Uemura Shōen de 1913, signo del verano en Japón

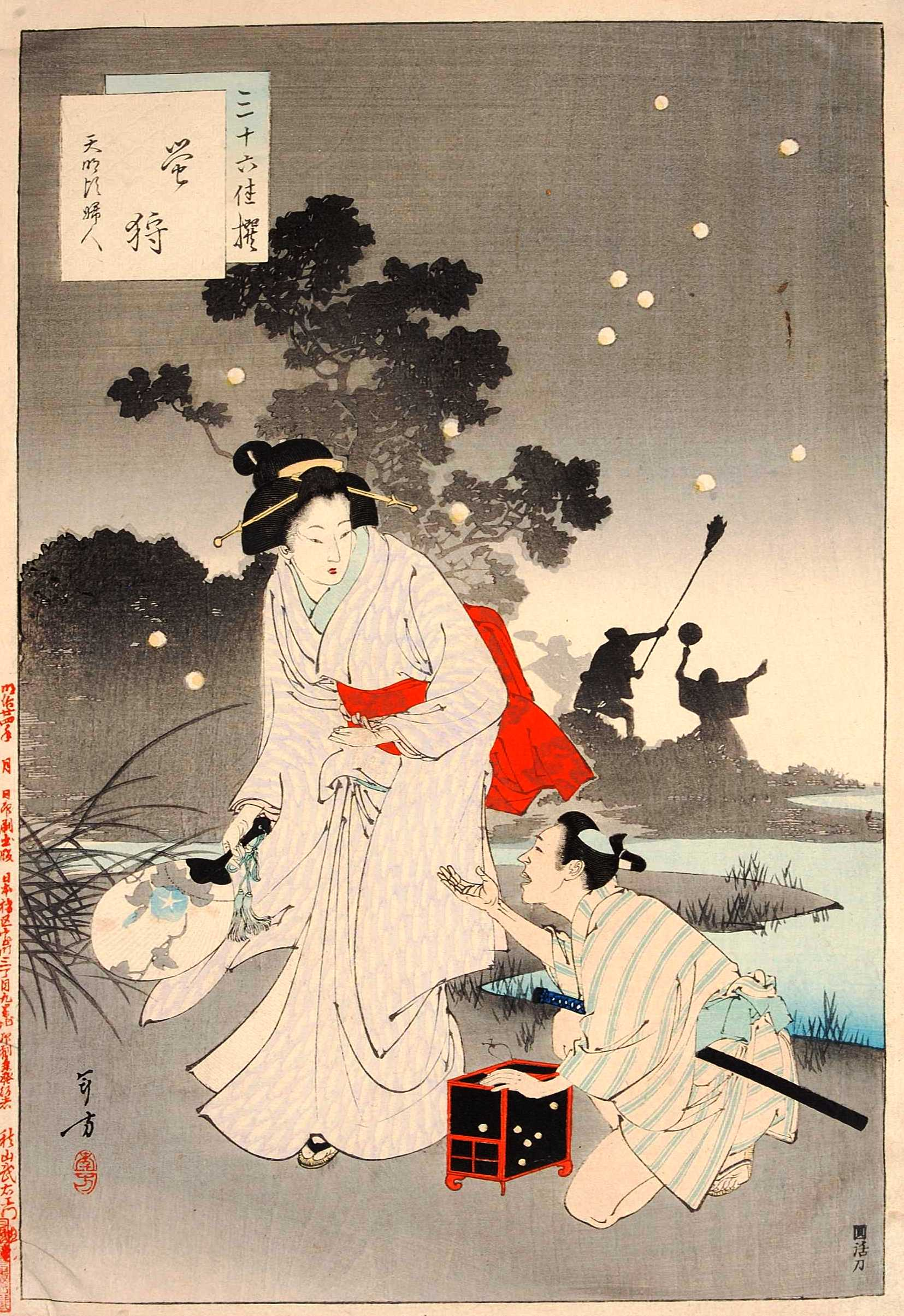
Hotarugari, captura de luciérnagas, de Mizuno Toshikata, 1891.

Las luciérnagas han estado presentes en la cultura humana de todo el mundo durante siglos. En Japón, la aparición de luciérnagas (en japonés: hotaru) marca el cambio anticipado de las estaciones; la observación de luciérnagas es un placer estético especial durante el pleno verano, que se celebra en parques que existen con ese único propósito. La espada japonesa llamada Hotarumaru, fabricada en el siglo XIV, recibe ese nombre por la leyenda de que una noche sus desperfectos fueron reparados por luciérnagas.
En Italia, la luciérnaga (en italiano: lucciola) aparece en el Canto XXVI del Infierno de Dante, escrito en el siglo XIV:
Quante'l villan ch'al poggio si riposa,
nel tempo che colui che'l mondo schiara
a faccia sua a noi tien meno ascosa,
come la mosca cede a la zanzara,
vede lucciole giù per la vallea,
forse colà dov' e' vendemmia e ara:
di tante fiamme tutta risplendea
l'ottava bolgia, ...
- Infierno de Dante, Canto XXVI, líneas 25-32
Traducción aproximada en prosa: Tantas como las luciérnagas que el campesino ve en el valle [toscano] de abajo, cuando descansa en la colina —en la estación [pleno verano] en que el sol se oculta menos de nosotros, y a la hora del día [anochecer] en que la mosca da lugar al mosquito—, tal vez en los campos donde labra la tierra y recoge las uvas; con tantas llamas brillaba la octava fosa [del Infierno], ...
En la cultura occidental, las luciérnagas, con sus luces que aparecen y desaparecen transitoriamente, se asocian a «significados tan distintos e incluso contradictorios como la infancia, la cosecha, la fatalidad, los duendes, el miedo, el cambio de hábitat, el idilio, el amor, la suerte, la mortalidad, la prostitución, el solsticio, las estrellas y la fugacidad de las palabras y la cognición». La luciérnaga era uno de los 12 tipos de escarabajo conocidos en la Antigüedad clásica; Plinio el Viejo aconsejaba sembrar mijo y cosechar cebada en el momento en que aparecían las luciérnagas.